# Jianjiang, Guangdong
Jianjiang (kinesiska: 鉴江)  är ett stadsdelsdistrikt i sydöstra Kina. Det ligger i Huazhou i staden Maoming i provinsen Guangdong, omkring 315 kilometer sydväst om provinshuvudstaden Guangzhou. 